# دينامو باسكت ساساري
دينامو باسكت ساساري (بالإنجليزية: Dinamo Basket Sassari)‏ هو فريق كرة سلة إيطالي تأسس في 1960 يقع في ساساري، إيطاليا. يلعب في ليغا باسكيت الدرجة الأولى والدوري الأوروبي لكرة السلة.

## وصلات خارجية
- الموقع الإلكتروني